# Чемпіонат світу з кросу 1997
Чемпіонат світу з кросу 1997 приймав 23 березня Турин. Траса змагань була прокладена в парку «Валентино».
Місце кожної країни у командному заліку серед дорослих чоловічих команд визначалося сумою місць, які посіли перші шестеро спортсменів цієї країни. При визначенні місць дорослої жіночої та обох юніорських команд брались до уваги перші чотири результати відповідно.

## Чоловіки
| Першість | Золото | Золото                              | Срібло | Срібло                           | Бронза | Бронза                               |
| -------- | --- | ----------------------------------- | --- | -------------------------------- | --- | ------------------------------------ |
| Особиста | Пол Тергат Кенія | 35.11                               | Салех Гіссу Марокко | 35.13                            | Томас Ньярікі Кенія | 35.20                                |
| Командна | КеніяПол Тергат Томас Ньярікі Пол Коеч Джозеф Кібор Джошуа Челанга Шем Корорія Бенджамін Косгеї Вільям Кіптум Джон Косгеї | 51 очко1 3 4 7 17 19 (24) (28) (47) | МароккоСалех Гіссу Ісмаїл Сгір Халід Буламі Ель Гассан Лахсіні Еларбі Гаттабі Брахім Буламі Абдеррахім Зітуна Абделязіз Сахере Мустафа Бамух | 702 8 10 12 16 22 (35) (70) (82) | ЕфіопіяХабте Джіфар Ассефа Мезґебу Аєле Мезгебу Абрахам Ассефа Гірма Тола Тегене Абебе Ібрагім Саїд Лемі Ерпасса Тесгіє Легессе | 12511 13 18 23 27 33 (36) (68) (129) |

| Першість | Золото                                                                            | Золото                 | Срібло                                                                                             | Срібло                | Бронза                                                                                     | Бронза                  |
| -------- | --------------------------------------------------------------------------------- | ---------------------- | -------------------------------------------------------------------------------------------------- | --------------------- | ------------------------------------------------------------------------------------------ | ----------------------- |
| Особиста | Елайджа Корір Кенія                                                               | 24.21                  | Мілліон Вольде Ефіопія                                                                             | 24.28                 | Пол Косгеї Кенія                                                                           | 24.29                   |
| Командна | КеніяЕлайджа Корір Пол Косгеї Джон Гвако Чарльз Квамбаї Патрік Івуті Гідеон Мітеї | 13 очок1 3 4 5 (6) (9) | ЕфіопіяМілліон Вольде Алене Рета Їбелтал Адмассу Хайлу Меконнен Дереє Тадесе Мохамед Аволь Ібрахім | 312 7 10 12 (14) (16) | МароккоАлі Еззін Аділь Кауш Абдерахім Бухлух Гішам Ламалем Азіз ель Махрут Ахмед Еззобайрі | 7411 19 21 23 (29) (39) |

## Жінки
| Першість | Золото                                                                             | Золото                    | Срібло                                                                                   | Срібло                | Бронза                                                                                         | Бронза                  |
| -------- | ---------------------------------------------------------------------------------- | ------------------------- | ---------------------------------------------------------------------------------------- | --------------------- | ---------------------------------------------------------------------------------------------- | ----------------------- |
| Особиста | Дерарту Тулу Ефіопія                                                               | 20.53                     | Пола Редкліфф Велика Британія                                                            | 20.55                 | Гете Вамі Ефіопія                                                                              | 21.00                   |
| Командна | ЕфіопіяДерарту Тулу Гете Вамі Меріма Денбоба Берхане Адере Гете Урге Елфенеш Алему | 24 очки1 3 6 14 (27) (54) | КеніяСаллі Барсосіо Наомі Муго Джейн Оморо Лідія Черомеї Флоренс Барсосіо Сюзан Чепкемеї | 345 8 10 11 (13) (19) | ІрландіяКатеріна Мак-Кірнан Соня О'Саллівен Валері Вон Уна Інгліш Мойра Гаррінгтон Полін Керлі | 647 9 23 25 (108) (117) |

| Першість | Золото                                                                                | Золото                  | Срібло                                                                             | Срібло                | Бронза                                                                                         | Бронза                |
| -------- | ------------------------------------------------------------------------------------- | ----------------------- | ---------------------------------------------------------------------------------- | --------------------- | ---------------------------------------------------------------------------------------------- | --------------------- |
| Особиста | Роуз Косгеї Кенія                                                                     | 14.58                   | Пріска Нгетіч Кенія                                                                | 14.59                 | Аєлеч Ворку Ефіопія                                                                            | 15.02                 |
| Командна | КеніяРоуз Косгеї Пріска Нгетіч Една Кіплагат Керолайн Тарус Аніта Кіптум Агнес Кіпроп | 15 очок1 2 4 8 (9) (10) | ЯпоніяСотомура Кей Кодзіма Еміко Танака Ріса Хасімото Томоко Гіяма Куміко Хата Юка | 386 7 11 14 (16) (17) | ЕфіопіяАєлеч Ворку Зенебеч Тадесе Веркнеш Кідане Етафераху Тарекеньє Кутре Дулеча Меріма Хашім | 393 5 13 18 (20) (23) |

## Медальний залік
| Місце               | Країна              | Золото | Срібло | Бронза | Загалом |
| ------------------- | ------------------- | ------ | ------ | ------ | ------- |
| 1                   | Кенія               | 6      | 2      | 2      | 10      |
| 2                   | Ефіопія             | 2      | 2      | 4      | 8       |
| 3                   | Марокко             | 0      | 2      | 1      | 3       |
| 4                   | Велика Британія     | 0      | 1      | 0      | 1       |
| 4                   | Японія              | 0      | 1      | 0      | 1       |
| 6                   | Ірландія            | 0      | 0      | 1      | 1       |
| Загалом (6 збірних) | Загалом (6 збірних) | 8      | 8      | 8      | 24      |

## Українці на чемпіонаті
У забігах дорослої вікової категорії Україна мала по одному представнику — Наталія Мельник була 118-ю серед жінок, а дніпропетровчанин Олександр Кузін — 142-м серед чоловіків.
У юніорських забігах взяла участь лише донеччанка Олена Самко, яка на фініші була 81-ю.

## Відео
- Підсумки чемпіонату на YouTube